# 天主教阿拉米诺斯教区
天主教阿拉米諾斯教區（拉丁語：Dioecesis Alaminensis）是菲律賓一個羅馬天主教教區，屬仁牙因暨達古潘總教區。教區轄區包括邦阿西楠省西部。
2006年有教友488,725人、19個堂區、33名司鐸。教區主教現時出缺，榮休主教為若蘇厄·A·卡夫雷拉。主教座堂為聖若瑟主教座堂。
1985年1月12日設立教區。